# Carl von Clausewitz

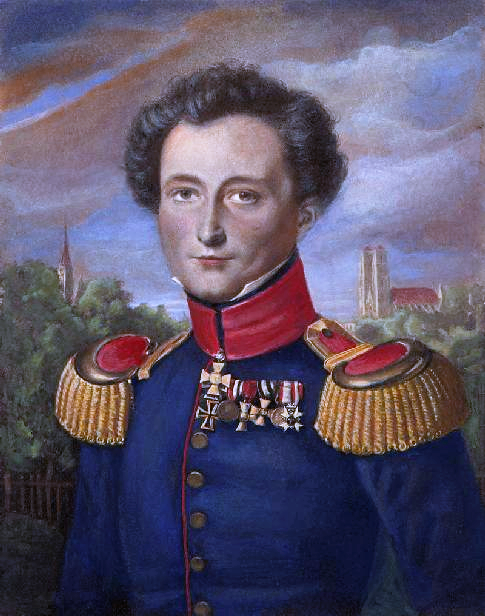
Carl von Clausewitz als Generalmajor, nach einem Gemälde von Karl Wilhelm Wach (um 1818)

Carl Philipp Gottlieb Clauswitz, später Clausewitz, ab 1827 von Clausewitz, (* 1. Juli 1780 in Burg; † 16. November 1831 in Breslau) war ein preußischer Generalmajor, Heeresreformer, Militärwissenschaftler und -ethiker.
Clausewitz wurde durch sein unvollendetes Hauptwerk Vom Kriege bekannt, das sich mit der Theorie des Krieges beschäftigt. Seine Theorien über Strategie, Taktik und Philosophie hatten großen Einfluss auf die Entwicklung des Kriegswesens in praktisch allen westlichen Ländern und werden bis heute an Militärakademien gelehrt. Sie finden auch im Bereich der Unternehmensführung sowie im Marketing Anwendung.

## Leben

### Herkunft
Clausewitz war der Sohn des Steuereinnehmers Friedrich Gabriel Clauswitz (1740–1802) und dessen Ehefrau Friederike Dorothea Charlotte, geborene Schmidt (1746–1811). Nach seinen eigenen Angaben stammte seine Familie aus einem oberschlesischen Adelsgeschlecht. Obwohl der Vater als dienstuntauglich durch eine Kriegsversehrung und wohl auch wegen nichtadeliger Herkunft am Ende des Siebenjährigen Krieges aus der Armee entlassen und sein Gesuch auf Wiedereinstellung von Friedrich dem Großen abgelehnt worden war, fanden sowohl Carl als auch zwei seiner Brüder in einem rein adeligen Regiment der preußischen Armee Aufnahme. Inzwischen war zwar Friedrich der Große verstorben, dennoch blieben Zweifel an Clausewitz’ adeliger Abstammung, was ihm sehr unangenehm war. Offiziell anerkannt wurde ihm und dreien seiner Brüder die Führung des Adelstitels erst 1827, inzwischen war Carl Generalmajor und mit einer Hofdame aus gräflicher Familie verheiratet.
Carls ältere Brüder waren die preußischen Generalleutnante Friedrich Volmar Karl Heinrich von Clausewitz (1771–1854) und Wilhelm Benedikt von Clausewitz (1773–1849).
Bis zu seinem 12. Lebensjahr erhielt Clausewitz nur eine sehr eingeschränkte Ausbildung an einer lokalen Lateinschule. Durch gute Beziehungen des Vaters, der selbst als Offizier im Siebenjährigen Krieg gedient hatte, konnte der Sohn im Frühsommer 1792 als „von Clausewitz“ in das Infanterieregiment „Prinz Ferdinand“ eintreten, wo er Fähnrich wurde.

### Erste Dienstjahre

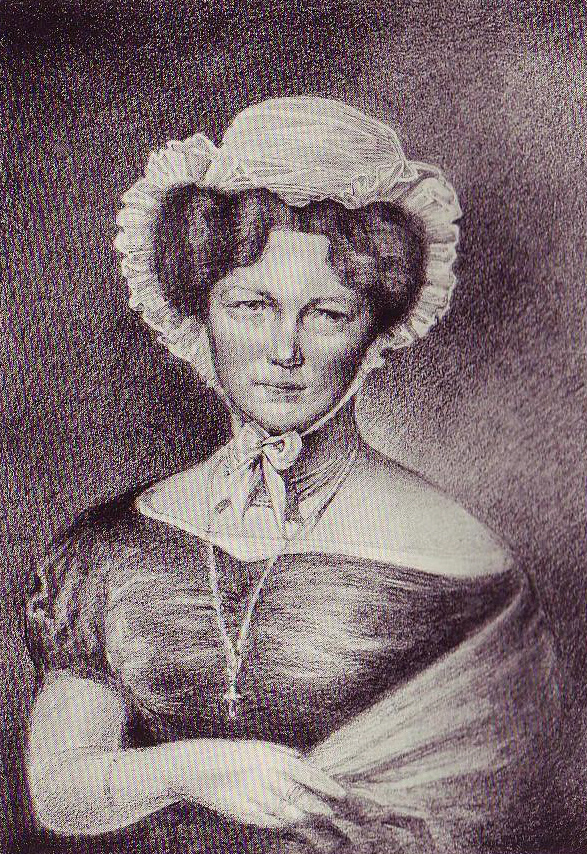
Ehefrau Marie von Clausewitz (1779–1836) nach einer Lithographie der Zeit

Im Jahre 1793 zog das Regiment in den Ersten Koalitionskrieg, wo Clausewitz als erst 13-jähriger in den Laufgräben bei der Belagerung von Mainz erste Kriegserfahrung sammelte. Danach folgte der lange Feldzug am Rhein, bis der Friede von Basel den Krieg für Preußen beendete. Das Regiment wurde zurück in seine Garnison Neuruppin verlegt. In den Jahren 1796 bis 1801 fand Clausewitz dort Zeit, sich seinen Studien zu widmen. Er las die zeitgenössische Literatur über die Französische Revolution, das Kriegswesen und die Politik, besuchte aber auch Vorträge über Logik und Ethik.
Dank bester Empfehlungsschreiben gehörte er im Oktober 1801 zum ersten Jahrgang der von Gerhard von Scharnhorst neu gegründeten Allgemeinen Kriegsschule in Berlin. Hier wurde er maßgeblich durch das Denken Scharnhorsts beeinflusst, der bereits die Zusammenhänge von Politik und Kriegführung begriffen hatte. Auch mit den Schriften Immanuel Kants wurde er an der Schule vertraut. Als Mitglied der Militärischen Gesellschaft, eines Diskussionsforums für höhere preußische Offiziere, kam er mit den drängendsten Fragen des damaligen Militärs in Berührung, und ein unveröffentlichtes Manuskript (heute bekannt als Strategie von 1804) bezeugt, dass er schon in jener Zeit an die Verfassung militärischer Schriften dachte. Im Jahre 1804 graduierte Clausewitz als Bester seiner Klasse und fand danach als Adjutant des Prinzen August von Preußen Verwendung. Somit hatte er Zugang zum Hof und zur höheren Gesellschaft, wo er auch seine spätere Frau Marie von Brühl kennenlernte. Im Jahr darauf erschien in der Zeitschrift Neue Bellona anonym ein von ihm verfasster Artikel, der gegen das Werk des Militärschriftstellers Dietrich Adam Heinrich von Bülow gerichtet war und als erste Veröffentlichung von Clausewitz’ gilt.

### Teilnahme an den Napoleonischen Kriegen
Im Jahre 1806 zog Clausewitz als Stabskapitän und Adjutant in den Vierten Koalitionskrieg. Nach der preußischen Niederlage in der Schlacht bei Jena und Auerstedt am 14. Oktober 1806 ergab er sich zusammen mit dem Bataillon des verwundeten August von Preußen, das den Rückzug deckte, erst nach weiteren Kämpfen und einer Verfolgungsjagd am 28. Oktober 1806 in den Uckersümpfen bei Prenzlau der Division Beaumont und damit Marschall Murat. Er wurde nach Berlin gebracht und gemeinsam mit Prinz August Napoleon I. vorgestellt, der im Schloss residierte. In dem kurzen und herablassenden Gespräch behauptete Napoleon, dass er stets den Frieden gewünscht habe und gar nicht verstehe, warum Preußen ihm den Krieg erklärt habe; diese Behauptung wurde von Clausewitz später in ein besonders von Lenin geschätztes Bonmot übertragen: „Der Eroberer ist immer friedliebend, er zöge ganz gerne ruhig in unseren Staat ein.“
Clausewitz verbrachte 1807 ein Jahr in französischer Kriegsgefangenschaft, zuerst in Nancy, dann in Soissons und Paris. Hier analysierte er in seinen Historischen Briefen über die großen Kriegsereignisse im October 1806 die Niederlage der preußischen Armee. Nach seiner Rückkehr holte ihn Scharnhorst 1809 in seinen persönlichen Stab. Von da an arbeitete er als einer der wichtigsten Reformer an der Reorganisation der Armee.
Im Jahre 1810 wurde er zum Major befördert und diente als Scharnhorsts Bürochef sowie als Lehrer für Generalstabsdienst und Taktik. Darüber hinaus unterrichtete er als Hauslehrer auch die preußischen Prinzen (darunter auch den Kronprinzen und späteren Deutschen Kaiser Wilhelm I.).
Da es Clausewitz 1812 moralisch nicht möglich war, Napoleon in seinem Krieg gegen Russland zu unterstützen, verließ er die Armee und trat in russische Dienste. Seinem Freund August Neidhardt von Gneisenau hinterließ er eine patriotische Denkschrift, welche erst in den 1930er Jahren entdeckt und unter dem Titel Bekenntnisschrift von 1812 veröffentlicht wurde. Er nahm an allen wichtigen Schlachten teil und übernahm bei der Konvention von Tauroggen eine wichtige Vermittlerrolle. Der preußische König Friedrich Wilhelm III. weigerte sich anschließend, den „Fahnenflüchtigen“ wieder in preußische Dienste zu übernehmen. So machte Clausewitz die Befreiungskriege als Stabschef eines russischen Korps mit, bis es ihm im April 1814 erlaubt wurde, als Oberst nach Preußen zurückzukehren. Für seinen Einsatz in der Schlacht von Borodino 1812 wurde er 1819 mit dem Goldenen Schwert für Tapferkeit ausgezeichnet.
Im Jahre 1815 nahm er als Chef des Stabes des preußischen III. Korps (General von Thielmann) an dem Feldzug gegen Napoleon teil, der in der Schlacht bei Waterloo gipfelte.

### Dienst während der Restaurationszeit
In den folgenden drei Jahren diente Clausewitz als Chef des Stabes bei August Neidhardt von Gneisenau in Koblenz. Da alle liberalen Reformer während der Restauration unerwünscht waren, versetzte man sie auf wenig einflussreiche Posten. Clausewitz wurde 1818 zum Direktor der Allgemeinen Kriegsschule in Berlin berufen, ohne aber die Erlaubnis, dort auch zu lehren. Im September des Jahres erfolgte die Beförderung zum Generalmajor. Mit 38 Jahren war er zwar der jüngste General der preußischen Armee, allerdings erfolgte in den kommenden 13 Jahren bis zu seinem Tod kein weiteres Avancement. Sein Posten befriedigte ihn nicht, alle Versetzungsanträge wurden abgelehnt, obwohl man ihn 1821 in den Generalstab aufnahm.
Um 1823/24 entstand mit Nachrichten über Preußen in seiner größten Katastrophe ein weiteres Werk, das sich erneut mit den Geschehnissen des Jahres 1806 beschäftigte. Allgemein ließ ihm der Posten an der Kriegsschule viel Zeit zu eigenen Arbeiten. Sein Hauptwerk Vom Kriege entstand zwischen 1816 und 1830 und wurde erstmals 1832–34 von seiner Witwe herausgegeben. 1827 wurden Clausewitz und seine Brüder offiziell vom preußischen König geadelt. Dies war nichts anderes als eine Bestätigung des Familienadels, den die Familie bisher nicht eindeutig hatte nachweisen können.
Erst 1830 wurde er versetzt, zuerst zur 1. Artillerie-Inspektion nach Breslau. Aber schon im Juli des Jahres kam es zum Polnischen Insurrektionskrieg, und Clausewitz wurde zum Stabschef des preußischen Observationskorps unter Gneisenau berufen. Die russischen Truppen brachten die Cholera nach Polen, die sich bald über ganz Europa ausbreitete. Auch Gneisenau starb daran, und Clausewitz übernahm die Befehlsgewalt über die preußischen Truppen. Doch auch er erkrankte an der Cholera, kehrte im Herbst 1831 nach Breslau zurück und starb wenige Tage darauf am 16. November 1831 im Alter von 51 Jahren. Ob die Todesursache tatsächlich Cholera war, ist nicht abschließend geklärt.
Zunächst wurde er in Breslau bestattet. Seine sterblichen Überreste wurden zusammen mit denen seiner Frau im Jahre 1971 auf den Ostfriedhof seiner Geburtsstadt Burg umgebettet.
Zwischen 1832 und 1837 gab seine Witwe Marie von Clausewitz auf eigene Kosten die hinterlassenen Schriften des Generals heraus.

## Grundlagen der Theorien Clausewitz’

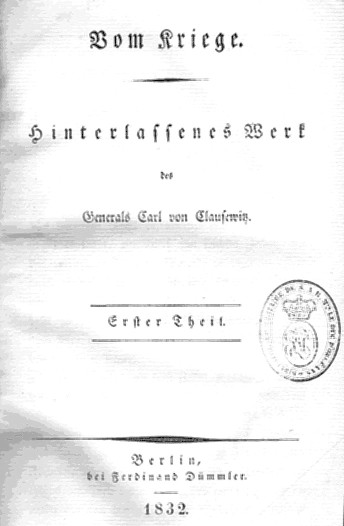
Originalausgabe des Buches Vom Kriege aus dem Jahr 1832

### Allgemeines
Clausewitz wandte sich gegen die Systemmacher. Seiner Ansicht nach konnte man Kriegstheorie nicht als konkrete Handlungsanweisung für Generäle betreiben. Er wollte stattdessen generelle Prinzipien aufzeigen, die sich aus dem Studium der Geschichte und aus dem logischen Denken ergaben. Auch wenn er Typisches behandelte, wies er ständig auf den Realitätsbezug seiner Prinzipien hin. So meinte er, dass Feldzüge nur zu einem sehr geringen Grade geplant werden könnten, da unkalkulierbare Einflüsse oder Ereignisse, sogenannte „Friktionen“, jede zu detaillierte Vorausplanung schon nach wenigen Tagen gegenstandslos machen würden. Militärische Führer müssen nach Clausewitz befähigt sein, Entscheidungen unter Zeitdruck mit unvollständigen Informationen zu treffen, da seiner Ansicht nach „drei Viertel derjenigen Dinge, worauf das Handeln im Kriege gebaut wird“, durch einen „Nebel des Krieges“ verhüllt oder verfälscht werden.

### Clausewitz’ Definition des Krieges
Aus der Bekenntnisschrift von 1812 wird ersichtlich, dass Clausewitz bis zu diesem Zeitpunkt einer eher existenziellen Interpretation von Krieg anhing. Das heißt, dass er Krieg als höchste Form der Selbstbehauptung eines Volkes ansah. Dies entsprach in jeder Hinsicht dem Geist der Zeit, in der die Französische Revolution und die Konflikte, die aus ihr erwuchsen, zur Ausbildung von Wehrpflichtarmeen und Guerilla geführt hatten. Solche Volksbewaffnungen und Volkskriege (Frankreich hatte 1793 im Ersten Koalitionskrieg die Levée en masse eingeführt) unterstützten die Auffassung, Krieg sei ein existenzieller Kampf.
Später schränkte Clausewitz diese Auffassung stark ein und nahm an, dass der Krieg eher als Instrument diene.

„Der Krieg ist also ein Akt der Gewalt, um den Gegner zur Erfüllung unseres Willens zu zwingen.“

Eine der provokantesten Thesen des Buches Vom Kriege lautete, dass ein Krieg erst mit der Verteidigung des Angegriffenen beginne. Ohne Verteidigung würde es nicht zu bewaffneten Kämpfen kommen, die Clausewitz für die Grundlage des Kriegsbegriffs hielt. Er empfahl, durch den Aufbau einer möglichst großen Armee potentielle Gegner abzuschrecken. Der hier formulierte Abschreckungsgedanke des Verteidigungskrieges war weder neu noch einzigartig, wurde aber eine vielproklamierte Grundlage für das Wettrüsten vor dem Ersten Weltkrieg und im Kalten Krieg.

### Die Achse von Zweck, Ziel und Mittel
Clausewitz analysierte die Konflikte seiner Zeit anhand einer Achse aus Zweck, Ziel und Mittel. Jeder Krieg ist nach Clausewitz ein Akt der Gewalt mit dem Zweck, „den Gegner zur Erfüllung unseres Willens zu zwingen“. Der „Zweck“ des Krieges, sprich der zu erfüllende Wille, wird dabei von der Politik bestimmt. Das Ziel des Krieges ist somit, zur Erfüllung des Zwecks den Gegner wehrlos zu machen. Dieses Ziel wird von der Strategie verfolgt und kann in verschiedenen Vorgehensweisen bestehen, beispielsweise durch die Ausschaltung gegnerischer Streitkräfte (Vernichtung des Heeres in einer Schlacht, Entziehen der Versorgungsbasis o. a.), jedoch auch durch nichtmilitärische Maßnahmen (z. B. Reduzierung des Kampfeswillens im Feindland z. B. durch Propaganda; politische Isolation der Kriegstreiber des Gegners durch Unterstützung der ausländischen Opposition). Als Mittel zum Erreichen des gesetzten Zieles dient somit alles, worin der menschliche Verstand ein Hilfsmittel entdeckt, also alle moralischen und physischen Kräfte eines Staates.
Aus dieser Zweck-Ziel-Mittel-Achse ergibt sich auch die Bedeutung des bekanntesten Zitates Clausewitz’:

„Der Krieg ist eine bloße Fortsetzung der Politik mit anderen Mitteln.“

Er verfolgte mit dieser These kein normatives Anliegen, sondern vollzog seine Reflexionen in Gestalt einer faktisch-deskriptiven Analyse des Krieges als Faktum zwischenstaatlicher und zwischenmenschlicher Beziehungsformen.
Vor dieser Folie entwickelte Clausewitz seine Überlegungen anhand eines formalen Politikbegriffs: Die Politik ist demzufolge eine zwischen den Interessen vermittelnde Intelligenz. Sie vollzieht sich dabei durch das Setzen von Zwecken zur Gestaltung oder Änderung der sozialen Ordnung. Indem Clausewitz nunmehr den Krieg als Fortsetzung einer solchen Politik verstand, begründete er zugleich die Dependenz militärischer Gewaltanwendung von den vorausgehenden politischen Motiven. Insofern sei der Krieg ohne Berücksichtigung des Politischen nichts anderes als „ein Halbding, ein Widerspruch in sich“ und dementsprechend einer fundierten Beurteilung nicht zugänglich. Vielmehr wäre bei der Betrachtung das „Unterordnen des politischen Gesichtspunkts unter den militärischen widersinnig, denn die Politik hat den Krieg erzeugt; sie ist die Intelligenz, der Krieg aber bloßes Instrument und nicht umgekehrt“. Bei seinem Versuch der Beschreibung der Eigenart des Krieges kommt Clausewitz zu dem Schluss, dass es dem Krieg an einem autarken und wirklich eigenen Wesen schlicht fehlt. Der Krieg hat damit vielleicht seine „eigene Grammatik, nicht aber seine eigene Logik“. Der Krieg und somit auch die militärische Gewalt ist immer „Teil eines anderen Ganzen“. Die dem bewaffneten Konflikt anhaftende Logik wird in der Konsequenz erst konstituiert durch den jeweils angestrebten politischen bzw. ideologischen Zweck. Clausewitz macht diesen Bezug anschaulich, indem er auf die Kriegsgeschichte verweist, die sich gerade durch das Fehlen eines einheitlichen Erscheinungsbildes kriegerischer Auseinandersetzungen auszeichnet. Danach vollziehen sich Kriege seit jeher zu unterschiedlichen Zwecken, in unterschiedlicher Weise und in verschiedenem Ausmaß. Insofern sei es sogar möglich, dass sich Kriege auf das „bewaffnete Beobachten“ ohne den unmittelbaren Austausch von Gewalt beschränken. Würde man dagegen eine eigenständige Logik des Krieges annehmen, müssten militärische Auseinandersetzungen gleich einer chemischen Reaktion immerfort nach demselben Eskalationsmuster ablaufen. Dies war aber, wie Clausewitz betonte, nie der Fall.
Indem Clausewitz also die fehlende Eigenständigkeit kriegerischer Handlungen gegenüber den politischen Zwecken hervorhebt, vertritt er ein voluntaristisches Kriegsverständnis. Der militärischen Entscheidung fehlt es dementsprechend an Objektivität. Denn sie ist in jedem Fall die Ausdrucksform eines politischen Willens. Was insofern für den Krieg selbst gilt, gilt konsequenterweise auch für dessen Akteure. Es mag zwar durchaus so sein, dass militärische Entscheidungsträger – wie z. B. in Militärdiktaturen – nicht immer mit der politischen Führung rückgekoppelt sind und sich in der Folge formal gegenüber dem Primat der Politik verselbstständigen. Tatsächlich aber ist die militärische Aktivität in einem solchen Fall erst recht von politischer Natur. Weiterhin ist der politische Zweck nach Clausewitz keinesfalls ein „despotischer Gesetzgeber“ und somit durch den faktischen Kontext des Krieges (z. B. Wetter und Topographie) wandelbar.
Nichtsdestoweniger bleibt dem Krieg der politische bzw. ideologische Zweck anhaftend, welcher insofern auch in der totalen Gewalt und Vernichtung aufgehen kann. Clausewitz macht diesen Einwirkungsmechanismus deutlich, indem er formuliert: „Sobald sie [die politische Motivation] großartiger und mächtiger wird, so wird es auch der Krieg und das kann bis zu der Höhe steigen, auf welcher der Krieg zu seiner absoluten Gestalt gelangt.“ Mithin ist auch der „totale Krieg“ nicht aus der „militärischen Notwendigkeit“ heraus geboren, sondern durch die politische Zwecksetzung erst kreiert und damit Ausdruck eines Willens.
Dieses Kriegsverständnis beleuchtet insofern, dass militärische Entscheidungen die Realisierung eines politischen und deshalb gewollten Zwecks verkörpern. Auch wenn der Grad der politischen Färbung militärischer Aktivitäten insbesondere in der Relation von strategischer und taktischer Ebene zu variieren vermag, ist das Bild von rein objektiven, durch Sachzwänge geleiteten Dispositionen militärischer Entscheidungsträger aus diesem Grunde oftmals fehlgeleitet. Denn der Bereich des genuin Politischen, zu dem der Krieg und seine Akteure nach Clausewitz explizit gehören, zeichnet sich gerade durch das Fehlen jeglicher Strukturzwänge aus. In einem solch zwanglosen Rahmen sind behauptete „Notwendigkeiten“ nichts anderes als politische oder ideologische Argumente und damit gerade nicht zwingend. Die damit einhergehende Offenheit begründet die umfassende Verantwortung des militärischen Personals für das eigene Tun und Unterlassen. Insofern gestaltet es sich für Clausewitz als etwas zutiefst Widersprüchliches, wenn militärische Entscheidungsträger sich als vermeintliche „Kriegstechniker“ darauf zurückzuziehen „mit der Politik nichts zu tun zu haben“ bzw. allein mit taktischen, der politischen Bewertung verschlossenen Fragen befasst zu sein. Vielmehr ist es in den Worten Clausewitz´ eine „unzulässige und selbst schädliche Unterscheidung, dass ein großes kriegerisches Ereignis oder der Plan zu einem solchen eine rein militärische Betrachtung zulassen soll […]“.

### „Absoluter“ und „wirklicher“ Krieg
Die Aussage Clausewitz’, dass alle moralischen und physischen Kräfte eines Staates als Mittel im Krieg eingesetzt werden könnten, legte den Gedanken an eine totale Kriegführung nahe. Clausewitz selbst beschrieb die sogenannten Wechselwirkungen der Eskalation, die zu einer Totalisierung der Kriegsführung führen würden:
1. Wer sich rücksichtslos aller ihm zur Verfügung stehenden Mittel bedient, muss ein Übergewicht über seinen Gegner bekommen, sofern dieser nicht das Gleiche tut; dadurch steigern sich beide zum Äußersten.
2. Solange man seinen Gegner nicht bezwungen hat, läuft man Gefahr, selbst bezwungen zu werden.
3. Da keiner der Gegner die Entschlossenheit seines Feindes genau einzuschätzen vermag, wird jeder versuchen, so entschlossen wie möglich zu sein.

Das Resultat einer solchen Entwicklung wäre die Einbeziehung aller staatlichen Mittel, was Clausewitz als „absoluten Krieg“ bezeichnet.
Es handele sich dabei um ein logisch zu Ende gedachtes Modell, welches aber in dieser Form nicht der von Clausewitz umfangreich dargelegten Kriegsgeschichte entspricht:
1. Der Konflikt zweier Parteien müsse gänzlich isoliert ausgetragen werden, ohne Einmischung durch dritte Parteien – dies aber komme nicht vor. (Vgl. die Ceteris-paribus-Klausel.)
2. Der Konflikt dürfe nur aus einer einzigen Entscheidung bestehen, nämlich der, ob er kriegerisch oder friedlich gelöst wird – er sei aber immer ein Prozess.
3. Mögliche Folgen und Kalkulationen (z. B. die Aussicht auf Frieden und eine Zeit nach dem Krieg) dürften keinen Einfluss auf die Handlungen der Parteien haben – in Wirklichkeit seien sie immer vorauszusetzen.

Er konfrontierte also das Denkmodell des „absoluten Krieges“ (einen Idealtyp) mit einem Erfahrungsmodell des „wirklichen Krieges“ (einem Normaltyp), woraus er schlussfolgerte, dass es dem Krieg aufgrund der vielschichtigen Wirklichkeit und der damit einhergehenden Unabwägbarkeiten an einer verallgemeinerungsfähigen Logik gänzlich fehlt. Vielmehr tritt nach Clausewitz an die Stelle einer universellen Logik des Krieges der jeweilige politische oder auch ideologische Zweck (siehe unter Die Achse von Zweck, Ziel und Mittel m.w.N.).
Der Begriff totaler Krieg wurde nicht durch die Theorie des Clausewitz geprägt, sondern geht auf Ludendorffs gleichnamiges Buch von 1935 zurück, in dem dieser ausdrücklich der Clausewitz’schen Theorie widersprach. Allerdings ist der totale Krieg im Sinne von Ludendorff durchaus von der Denkkategorie des absoluten Krieges erfasst.

### Definition von Taktik und Strategie
Für Clausewitz war die Grundlage jeder Kriegsführung die Fähigkeit der Streitkräfte zu kämpfen. Somit kam dem Gefecht eine zentrale Bedeutung zu und die Taktik war für Clausewitz „die Lehre vom Gebrauch der Streitkräfte im Gefecht“. Die Strategie hingegen „ist die Lehre vom Gebrauch der einzelnen Gefechte zum Zweck des Krieges“.
Der Historiker Hans Delbrück wies darauf hin, dass schon Clausewitz einen Unterschied zwischen „Niederwerfungsstrategie“ und „Ermattungsstrategie“ machte. Clausewitz war also nicht der einseitige Prediger der Vernichtungsschlacht, als den ihn Kritiker oft darstellten.
In den Rahmen der Taktik fällt auch die Clausewitz’sche Theorie des Guerillakrieges. Darin betrachtete er diese Form der Kriegsführung als die geeignetste, um einen Volkskrieg zu führen, was noch wesentlich auf eine existentielle Auffassung von Krieg hinweist. Er hatte dabei das Beispiel Spaniens vor Augen, das zwischen 1808 und 1814 einen solchen Krieg gegen die Truppen Napoleons durchstand. Diese Kampfform, die Clausewitz als Kleinen Krieg bezeichnete, war nichts völlig Neues, aber Clausewitz kommt das Verdienst zu, eine geschlossene Theorie der Guerilla entwickelt zu haben. Diese war noch für Mao Zedong im Chinesischen Bürgerkrieg sehr bedeutsam.

### Angriff und Verteidigung
Clausewitz hielt die Verteidigung, aus einer Reihe von Gründen, für die überlegene Form der Kriegsführung. Verteidigung bedeute für ihn nicht das statische Abwarten eines gegnerischen Schlages, sondern flexibles Manövrieren und die Möglichkeit zum Gegenangriff. Derjenige, der sich strategisch in der Verteidigung befindet, kann nach Clausewitz’ Theorie trotzdem taktisch offensiv vorgehen. Ein Beispiel für eine derartige defensive Angriffsstrategie sind einige Feldzüge des Generals Robert E. Lee während des Amerikanischen Bürgerkrieges 1861–1865.
Der Verteidiger sollte nach Clausewitz so lange in der Defensive verbleiben, bis die Kräfte des Angreifers erlahmten und der Verteidiger somit ein Übergewicht erlangt hätte. An diesem „Kulminationspunkt des Sieges“ kann der Verteidiger in die Offensive übergehen, um den Krieg siegreich zu beenden. Die Standardbeispiele eines solchen Vorgehens waren der Russlandfeldzug Napoleons 1812 (in dem der Kulminationspunkt mit der Einnahme Moskaus erreicht worden war) und der Feldzug der deutschen Wehrmacht gegen die UdSSR, wo man den Kulminationspunkt im Spätsommer 1942 ansetzen kann. Es ist trotzdem falsch anzunehmen, dass der Kulminationspunkt immer dem größten Geländegewinn entspricht. So sehen manche Historiker ihn im Fall des Krieges gegen die Sowjetunion 1941–1945 auch schon nach der Kesselschlacht bei Smolensk erreicht. Der pure Geländegewinn war jedoch für Clausewitz nur sekundär.

## Rezeption

### Politisch-militärisch
In der militärischen Fachwelt gewann Clausewitz’ Werk zunächst wenig Aufmerksamkeit. Erst der Chef des deutschen Generalstabes Helmuth von Moltke verhalf dem Buch Vom Kriege zu breiter Anerkennung. Moltke reduzierte Clausewitz’ Theorien auf ihr strategisches Kalkül, indem er meinte, die Politik bestimme lediglich den Beginn des Krieges. Während des Krieges selbst müsse sie sich dem Militär unterordnen. Diese Sichtweise wurde im Generalstab bereits nach Bismarcks Sturz 1890 und dann bis zum Ersten Weltkrieg zur Tradition, so dass die Politik in der Endphase der Julikrise 1914 wenig Einfluss hatte, vor allem auch am 1. August 1914, der für die Eskalation des Lokalkrieges zum Weltkrieg so entscheidend war. Der Erste Weltkrieg selbst wurde daher zunehmend von militärischen Erwägungen des Generalstabes bestimmt.
In der deutschen Reichswehr besann man sich unter Generalstabschef Beck auf das Primat der Politik zurück, und als Adolf Hitler nicht nur zum politischen, sondern 1934 auch zum militärischen Staatsoberhaupt aufstieg, stellten politische Ziele scheinbar wieder die Leitlinien für die militärischen Zielsetzungen dar. Da aber „Politik“ hier die persönlichen Zielsetzungen Hitlers bedeutete, entfernte er sich weit von deren Verständnis bei Clausewitz. Hierin, und nicht in einem staatsmännischen Verständnis von Politik, lag Hitlers Zerwürfnis mit seinem 1923er Mitputschisten Erich Ludendorff, der noch 1936, ein Jahr vor seinem Tod, konstatiert hatte: „Alle Theorien von Clausewitz sind über den Haufen zu werfen. Darum hat die Politik der Kriegsführung zu dienen.“ Beide Standpunkte entsprachen Clausewitz so wenig wie nur irgend möglich. Vielleicht konnte sich auch deshalb der „wirkliche“ dem „absoluten“ Krieg so stark annähern, wie in den Jahren von 1939 bis 1945.
In Großbritannien vermutete man den Einfluss von Clausewitz auf die deutsche Strategie erst während des Ersten Weltkrieges, während schon einige Jahre zuvor eine Rezeption in Frankreich eingesetzt hatte. In den USA erkannte man Clausewitz’ Wirkung sogar erst kurz vor dem Zweiten Weltkrieg.

### Politische Theorie
Friedrich Engels beschäftigte sich in den 1850er Jahren, nach der gescheiterten Revolution von 1848, mit Clausewitz’ Theorien, um die historisch-materialistischen revolutionären Ansätze um eine praktische militärische Komponente zu bereichern. Engels und Marx übernahmen von ihm unter anderem die Ansichten über Angriff und Verteidigung sowie über den Partisanenkrieg. In ihren umfangreichen Kommentaren zum Italienkrieg (1859) und dem Amerikanischen Bürgerkrieg (1861–1865) legten sie dar, wie eng ihre Anlehnung an den Preußen in Sachen der politischen und strategischen Ansichten war. Für ein eingehendes Studium spricht vor allem die Fülle an Clausewitz-Zitaten, die sich in ihren Briefen wiederfinden.
Wladimir Lenin fertigte während seines Schweizer Exils ein Exzerptheft über das Werk Vom Kriege an, um sich auf die Russische Revolution vorzubereiten. Der Schwerpunkt von Lenins Interesse lag dabei auf dem Verhältnis von Krieg und Politik, dem Angriff und der Verteidigung, sowie der Moral. Als den wichtigsten Abschnitt bezeichnete er selbst den Teil, in dem Clausewitz explizit auf die Unterordnung des Krieges unter die Politik hinwies. Unter dem Stalin-Regime wurde die Wirkung Clausewitz’ auf die Entwicklung des Marxismus-Leninismus hingegen geleugnet.

### Politikwissenschaft und Militärgeschichte
Durch die unbedingte Unterordnung militärischer Operationen unter politische Zielsetzungen und eine Vorliebe für schnelle Manöverkriegsführung dominieren Clausewitzens Paradigmen die Denkschule der Strategischen Studien in der englischsprachigen Konfliktforschung (International Security), einem Teilgebiet der Internationalen Beziehungen. Dort werden diese vorwiegend von Colin S. Gray, Beatrice Heuser und Peter Paret verteidigt und weiterentwickelt, während ihre Gültigkeit im Zeitalter von Atomwaffen und zunehmend unkonventioneller Kriegsführung vor allem von Michael Howard, John Keegan und Martin van Creveld in Zweifel gezogen wird.
Anhänger von Clausewitz konzedieren gängigerweise die Unvollständigkeit seiner Thesen. Dazu zählt Colin S. Gray eine mangelnde Wertschätzung der Auswirkungen politischer Kriegsursachen und -umstände auf die Kriegsplanung und das Kampfgeschehen, eine Vernachlässigung ethischer Betrachtungen in der Kriegsführung sowie brachliegendes Potenzial jener Paradigmen für die Marinestrategie. Auch der britische Marinestratege Julian Corbett befand, Clausewitz sei sich „der vollen Bedeutung seiner brillanten Theorie [vom absoluten und wirklichen Krieg] nicht bewusst“ geworden. Michael Howards Kritik an Clausewitz in dessen History of Warfare verwirft Gray jedoch als Dämonisierung.
Den Kontroversen zum Trotz ist Clausewitz’ Hauptwerk Vom Kriege zu einem der am weitesten verbreiteten Bücher der Erde geworden, dessen Inhalt bis heute an vielen Militärschulen gelehrt wird.
In Deutschland bemüht sich die Clausewitz-Gesellschaft, aus den Gedanken Carl von Clausewitz’ Nutzen für die Gegenwart zu ziehen und dessen Erbe zu bewahren.

### Wirtschaft und Management
Auch in nicht-militärischen Bereichen beschäftigte man sich mit Clausewitz. So sind seine Theorien auch Inhalt des Lehrplanes der Betriebswirtschaftslehre an der Harvard University und verschiedener anderer Managementschulen. Auch die Boston Consulting Group gab in Zusammenarbeit mit Christopher Bassford ein Buch über dieses Thema heraus.

### Gedenken
Dem Gedenken an Clausewitz ist die Clausewitz-Erinnerungsstätte in seiner Heimatstadt Burg gewidmet. Sie wurde in seinem Geburtshaus in der Schulstraße 12 eingerichtet. Das Gebäude war zur Ruine verkommen, bevor es ab 1997 restauriert wurde. Die Gedenkstätte wurde am 11. Oktober 2000 eröffnet. Neben der musealen Erinnerung an Clausewitz finden hier regelmäßig Vorträge und Diskussionen zu historischen Themen statt.
Maßgeblich beteiligt an der Pflege des Gedenkens ist der Freundeskreis Carl von Clausewitz in Burg, der im Januar 2001 gegründet wurde, drei Monate nach der Einweihung der Clausewitz-Erinnerungsstätte. Ferner gibt es eine private
Forschungsgemeinschaft Clausewitz-Burg, die unter anderem seit 2015 Burger Clausewitz Jahrbücher herausgegeben hat (nicht zu verwechseln mit den seit 2005 erscheinenden Jahrbüchern der Clausewitz-Gesellschaft).

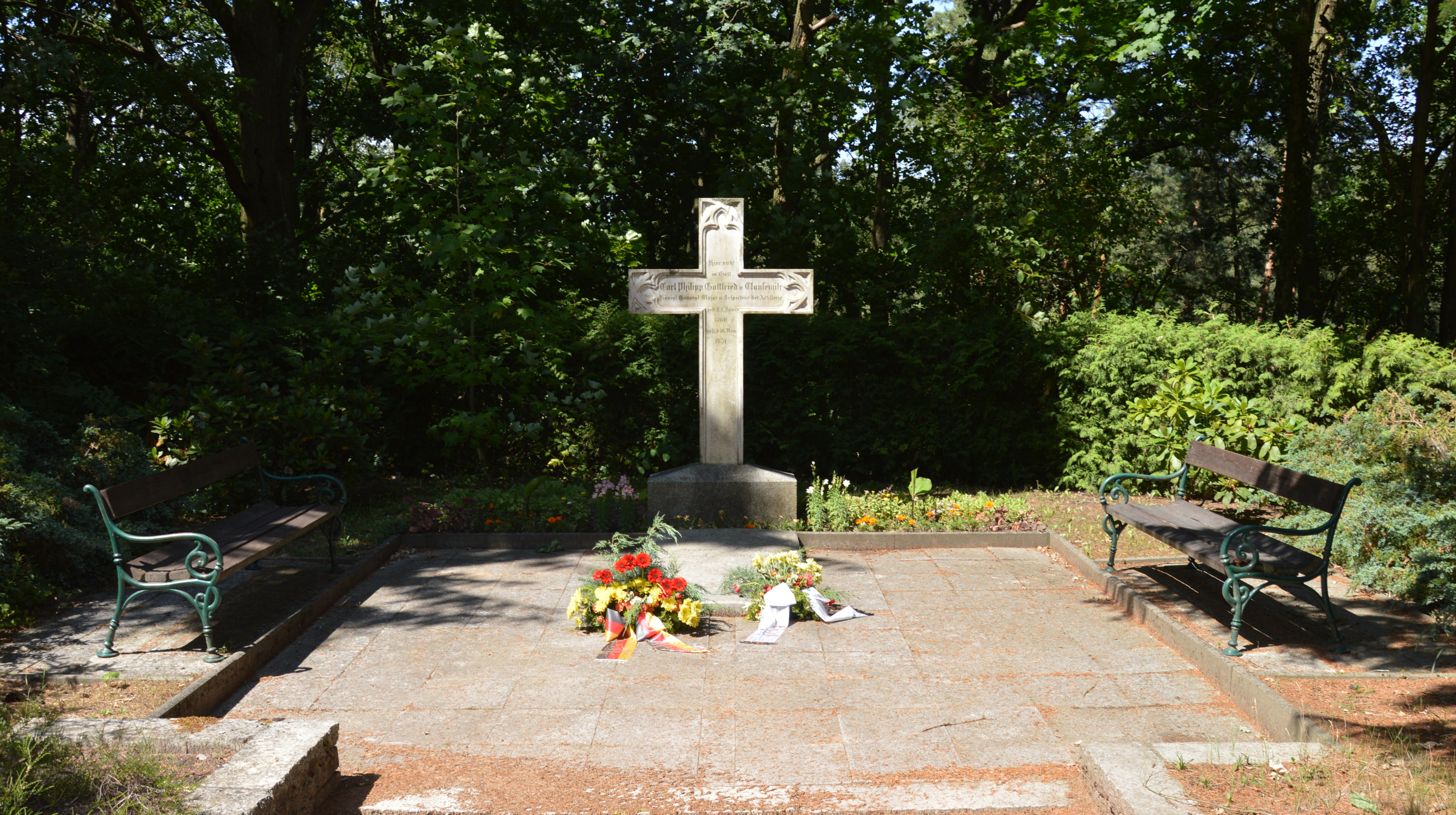
Clausewitz-Grabstätte auf dem Ostfriedhof Burg

Ein weiterer Erinnerungsort ist die Grabstätte von Carl und Marie von Clausewitz auf dem Ostfriedhof in Burg. Anlässlich des Todestages von Carl von Clausewitz am 16. November 1831 findet hier jährlich im November eine Kranzniederlegung statt. An der Zeremonie nehmen unter anderem Soldaten der Burger Clausewitz-Kaserne sowie Vertreter der Clausewitz-Gesellschaft, der Stadt Burg und verschiedener Vereine teil.
Nach Clausewitz sind unter anderem benannt:
- die Clausewitz-Gesellschaft sowie die von ihr verliehenen Auszeichnungen „Ehrenmedaille General von Clausewitz“ und „Ehrenurkunde General von Clausewitz“
- das Internationale Clausewitz-Zentrum (ICZ) an der Führungsakademie der Bundeswehr und die vom ICZ veranstalteten „Clausewitz-Gespräche“, eine Reihe von bisher rund 100 Vortragsveranstaltungen[51]
- die Clausewitz-Kaserne in Burg
- die Clausewitz-Kaserne in Hamburg
- die Clausewitz-Kaserne in Nienburg/Weser
- die Sekundarschule II „Carl von Clausewitz“ in Burg[52]
- das Hotel Carl von Clausewitz in Burg[53]
- der „Carl von Clausewitz Preis“ der Stadt Burg – wird seit 2006 jährlich zum Todestag von Clausewitz am 16. November an Personen verliehen, die besondere Verdienste bei der Pflege der Clausewitz-Tradition erworben haben[54]
- Die Clausewitz Engine des schwedischen Spielepublishers Paradox Interactive.

Clausewitz wird in diversen Porträts und Büsten dargestellt. Eine der Büsten steht im National War College der US-Streitkräfte in Washington, eine weitere in der Führungsakademie der Bundeswehr in Hamburg, eine Büste steht als Denkmal im Bereich der Clausewitz-Kaserne in Burg. Im Hinterhof der Clausewitz-Gedenkstätte steht ein weiteres Denkmal, ein Gedenkstein mit einem Porträt als eingelassenes Bronze-Relief. Clausewitz-Fans haben die Möglichkeit, Clausewitz-Souvenirs zu erwerben, von T-Shirts über Kaffeetassen, Bierdeckel und Handyhüllen bis zum Mousepad mit Clausewitz-Porträt.

## Werke
- Bemerkungen über die reine und angewandte Strategie des Herrn von Bülow oder Kritik der darin enthaltenen Ansichten. Anonymer Artikel in der Zeitschrift Neue Bellona. 1805.
- Strategie. 1804–1809. Dieses Manuskript wurde erst in den 1930er Jahren entdeckt und ist erschienen in: Eberhard Kessel (Hrsg.): Carl von Clausewitz – Strategie aus dem Jahr 1804, mit Zusätzen von 1808 und 1809. Hamburg 1937.
- Historische Briefe über die großen Kriegsereignisse im Oktober 1806. 1807/08, in Auszügen abgedruckt in: Gerhard Förster (Hrsg.): Carl von Clausewitz – Ausgewählte militärische Schriften. Berlin 1981, S. 46–75.
- Bekenntnisschrift von 1812. 1812, abgedruckt in: Gerhard Förster (Hrsg.): Carl von Clausewitz. Ausgewählte militärische Schriften. Berlin 1981, S. 140–215.
- Nachrichten über Preußen in seiner größten Katastrophe. 1823/24, in Auszügen abgedruckt in: Gerhard Förster (Hrsg.): Carl von Clausewitz. Ausgewählte militärische Schriften. Berlin 1981, S. 76–124.
- Vom Kriege. Hinterlassenes Werk des Generals Carl von Clausewitz, Bd. 1–3, bei Ferdinand Dümmler, Berlin 1832–1834 (hrsg. von Marie von Clausewitz, online).
- Der Feldzug von 1796 in Italien. Hinterlassenes Werk des Generals Carl von Clausewitz, Bd. 4, bei Ferdinand Dümmler, Berlin 1833 (hrsg. von Marie von Clausewitz).
- Die Feldzüge von 1799 in Italien und der Schweiz. Hinterlassenes Werk des Generals Carl von Clausewitz, Bd. 5–6, bei Ferdinand Dümmler, Berlin 1833–1834 (hrsg. von Marie von Clausewitz, Digitalisat).
- Der Feldzug von 1812 in Russland, der Feldzug von 1813 bis zum Waffenstillstand und der Feldzug von 1814 in Frankreich. Hinterlassenes Werk des Generals Carl von Clausewitz, Bd. 7, bei Ferdinand Dümmler, Berlin 1835 (hrsg. von Marie von Clausewitz, Digitalisat).
- Der Feldzug von 1813 bis zum Waffenstillstand. (Digitalisat).
- Der Feldzug von 1815 in Frankreich. Hinterlassenes Werk des Generals Carl von Clausewitz, Bd. 8, bei Ferdinand Dümmler, Berlin 1835 (hrsg. von Marie von Clausewitz, Digitalisat).
- Strategische Beleuchtung mehrerer Feldzüge von Gustav Adolph, Turenne, Luxemburg und andere historische Materialien zur Strategie. Hinterlassenes Werk des Generals Carl von Clausewitz, Bd. 9, bei Ferdinand Dümmler, Berlin 1837 (hrsg. von Marie von Clausewitz, Digitalisat).
- Strategische Beleuchtung mehrerer Feldzüge von Sobiesky, Münich, Friedrich dem Großen und dem Herzog Carl Wilhelm Ferdinand von Braunschweig und andere historische Materialien zur Strategie. Hinterlassenes Werk des Generals Carl von Clausewitz, Bd. 10, bei Ferdinand Dümmler, Berlin 1837 (hrsg. von Marie von Clausewitz, Digitalisat).
- Strategie aus dem Jahre 1804, mit Zusätzen von 1808 und 1809. Niederschrift des 24-jährigen Schülers von Scharnhorst, herausgegeben von E. Kessel. Hanseatische Verlags-Anstalt, Hamburg 1937.
- Ausgewählte Briefe an Marie von Clausewitz und an Gneisenau. Verlag der Nation, Berlin 1953.
- Werner Hahlweg: Schriften, Aufsätze, Studien, Briefe. Dokumente aus dem Clausewitz-, Scharnhorst- und Gneisenau-Nachlass sowie aus öffentlichen und privaten Sammlungen (= Deutsche Geschichtsquellen des 19. und 20. Jahrhunderts. Band 45). Mit einem Vorwort von Karl Dietrich Erdmann und hrsg. von der Bayerischen Akademie der Wissenschaften. Band 1, Vandenhoeck & Ruprecht, Göttingen 1966.
- Werner Hahlweg (Hrsg.): Vom Kriege. Hinterlassenes Werk des Generals Carl von Clausewitz. Vollständige Ausgabe im Urtext. 3 Teile in einem Band. Mit erneut erweitert historisch-kritischen Würdigung von Werner Hahlweg. 19. Auflage (Jubiläumsausgabe), Dümmler, Bonn 1991, ISBN 3-427-82019-X.
- Werner Hahlweg: Verstreute kleine Schriften. Festgabe des Militärgeschichtlichen Forschungsamtes zum 200. Geburtstag des Generalmajors Carl von Clausewitz (= Bibliotheca rerum militarium. 45). Zusammengestellt, bearbeitet und eingeleitet von Werner Hahlweg, Biblio-Verlag, Osnabrück 1979, ISBN 3-7648-1091-2.

## Film
- Clausewitz - Lebensbild eines preußischen Generals. Spielfilm, 90 min., Regie: Wolf-Dieter Panse, DDR 1980, mit Jürgen Reuter als Clausewitz.
- Scharnhorst. Fernsehserie DDR 1978, mit Bodo Wolf als Clausewitz.